# Rainer Ballreich
Rainer Ballreich (* 26. Februar 1930 in Schwäbisch Gmünd; † 26. Oktober 2010 in Bad Soden-Salmünster) war ein deutscher Biomechaniker und der führende Vertreter einer physikalisch orientierten äußeren Biomechanik.

## Leben
Nach dem Abitur im Parier-Gymnasium in Schwäbisch Gmünd studierte er Mathematik, Physik und Leibesübungen an der Universität Heidelberg und war ein vor allem in der Leichtathletik und im Handball aktiver Wettkampfsportler. U.a. war er 1948 Württembergischer Jugendmeister im Diskuswurf für den TSV Alfdorf. Nach 1. und 2. Staatsexamen für das Höhere Lehramt war er Studienrat am Friedrich-Eugens-Gymnasium Stuttgart und am Eberhard-Ludwigs-Gymnasium Stuttgart sowie Lehrbeauftragter am Institut für Leibesübungen der TH Stuttgart und Leichtathletiktrainer beim MTV Stuttgart. Von 1960 bis 1963 war er Honorar-Bundestrainer für Kugelstoßen Frauen des Deutschen Leichtathletik-Verbandes sowie in der Referendarsausbildung tätig. Von 1963 bis 1967 wurde er Dozent für Leibeserziehung an der Pädagogischen Hochschule Karlsruhe. 1965 wurde er an das Institut für Leibesübungen der Universität Frankfurt abgeordnet, wo er 1969 bei Friedrich Fetz in Theorie der Leibesübungen (Nebenfächer Pädagogik und Psychologie) promoviert wurde (Phil. Diss.: Weg- und Zeit-Merkmale von Sprintbewegungen: Ein Beitrag zur Bewegungslehre der Leibesübungen.  29. Januar 1969). Es folgte unmittelbar die Habilitation (Habil.: Weitsprung-Analyse: Modell und Ergebnisse einer multivariablen Analyse kinemat. und dynamischer Merkmale von Sprungbewegungen. 1970).  Daraufhin wurde er zunächst  kommissarischer Institutsleiter und nach der Berufung 1970 der Nachfolger Fetz' auf dem Lehrstuhl in Frankfurt, wo er bis 1997 als Professor für Biomechanik tätig war.

## Wissenschaftliche Bedeutung
Ballreich hat die Bewegungsabläufe aller leichtathletischen Übungen von Spitzenathleten sowie andere Sportarten durch Hochfrequenzkameras aufnehmen und analysieren lassen. Was sein Stuttgarter Kollege Toni Nett mit herkömmlichen Kameras aufgenommen hatte, übertraf Ballreich durch modernste Technik. Diese naturwissenschaftlichen Bewegungsanalysen haben eine Generation von Leibeserziehern geprägt, da er in allen Entscheidungsgremien des Bundesinstituts für Sportwissenschaft und des Deutschen Sportbundes für Biomechanik die Finanzierung von Forschungsrichtungen beeinflussen konnte.  Im Gegensatz zur Sportwissenschaft der DDR ließ sich mit diesen Verfahren jedoch keine unmittelbare Verbindung zur Trainingswissenschaft herstellen.
1987 äußerte Ballreich im Rahmen einer Veranstaltung des DSB, dass die beim Holocaust in deutschen Konzentrationslagern Ermordeten mit dem Faktor 10 übertrieben seien.  Erst durch massives Nachhaken des anwesenden Trainers Günter Hagedorn wurde ein Verfahren, allerdings nach der Verjährungsfrist,  eingeleitet. Dieses führte zu seiner vorzeitigen Emeritierung und dem Ausscheiden aus allen Gremien des DSB.